# 兰屿山柑
蘭嶼山柑（學名：Capparis lanceolaris）又名蘭嶼風蝶木，是山柑科山柑屬的植物。

## 形態
略攀緣性灌木；枝條被伏毛，基部無小鱗片，常有彎刺。葉長橢圓形，5–15公分長、2–6公分寬，先端漸尖，常有小突尖，葉基部銳形至圓形，葉背面常被毛；葉柄長0.7–1.5公分。花白色腋生，萼片4枚；花瓣4枚，倒卵形，雄蕊20–40枚。果藍黑色。

## 分佈
分布於菲律賓、馬來西亞、印尼、新幾內亞、澳洲等地，在台灣則僅出現在蘭嶼山區、海濱矮叢林或具有石灰質的岩石地上。